# Óxido de calcio y magnesio
El óxido de calcio y magnesio o dolomía calcinada (otros sinónimos: cal magnesiana, cal dolomítica), es un compuesto químico de fórmula CaMgO2.

## Proceso de fabricación
La dolomía calcinada se obtiene mediante la calcinación de la dolomía, con un alto contenido en carbonato de calcio y magnesio CaMg(CO3)2.
Existe un tipo especial de dolomía denominada dolomía sinterizada, también llamada dolomía calcinada a muerte (otros sinónimos: cal dolomítica sinterizada, óxido de calcio y magnesio sinterizado, dolomía fritada, sínter dolomítico), que es el producto resultante de calcinar la dolomía de 1400 °C a 1800 °C, durante tiempo suficiente, obteniéndose cristales de óxido de magnesio (periclasa) y de óxido de calcio.

## Aplicaciones de la dolomía calcinada y sinterizada
Se utilizan en:

### Industria
- Siderúrgica: La dolomía calcinada se usa para mejorar la escorificación y para alargar la vida útil de los revestimientos refractarios de los hornos y cucharas.

- Metalúrgica

- Química

- Refractarios: En esta aplicación se suministra principalmente dolomía sinterizada que constituye una de las diversas materias primas utilizadas para la fabricación de ladrillos refractarios empleados en hornos de acerías, cementeras, etc. La dolomía sinterizada tiene una doble aplicación:

1. Se emplea como materia prima para la fabricación de ladrillos refractarios básicos de alta densidad y con bajos contenidos en fundentes.
2. Se utiliza para aumentar la vida útil de los revestimientos refractarios de los hornos.

- Vidrio: La dolomía puede emplearse también en la fabricación de vidrio plano, donde el MgO actúa como estabilizante, mejorando la resistencia del vidrio al ataque de los gases y la humedad.

### Protección del Medio Ambiente
En el tratamiento de aguas residuales y de lodos.

### Agricultura
Los usos en la agricultura son: 
- Enmiendas: La dolomía se utiliza para mejorar las características de los suelos agrícolas: acidez, porosidad y actividad biológica del suelo.

- Fertilizantes: La dolomía aporta calcio y magnesio que son nutrientes para las plantas.

- Alimentación animal: La dolomía, en suelos ácidos, sube su pH y aporta calcio y magnesio como nutrientes, modificando la composición de las praderas, permitiendo que se desarrollen especies leguminosas que presentan mejor digestibilidad para el ganado y mayor contenido proteico. Esta operación en suelos ácidos permitirá que en su composición florística aparezcan una serie de especies, entre ellas las alfalfa, reconocida por la mayor parte de los ganaderos como la reina de las forrajeras.

## Aspectos relacionados con la salud y la seguridad
- El óxido de calcio y magnesio no presenta toxicidad aguda vía oral, cutánea, o por inhalación. La sustancia se clasifica como irritante para la piel y para las vías respiratorias, e implica un riesgo de grave daño ocular.

- No es combustible pero reacciona con el agua y genera calor pudiendo causar riesgo de incendio. Por ello, la medida de extinción adecuada es utilizar un extintor de polvo, de espuma carbónica o de gas carbónico para extinguir el fuego circundante.

- Respecto a la reactividad, reacciona exotérmicamente con el agua para dar hidróxido de calcio y óxido de magnesio. Ocurre también cuando absorbe la humedad ambiente.